# パーチ科
パーチ科 (Percidae) はスズキ目に属する魚類の科の一つ。北半球の淡水から汽水域に生息する。旧北区でも見られるが、多くの種は新北区に分布する。ウォールアイ、ラッフ、パーチなど200種以上を含む。
日本においては、ヨーロピアンパーチなど複数種が特定外来生物に指定されている。

## 形態
2つの背鰭を持ち、第一背鰭は棘条、第二背鰭は軟条からなる。両背鰭は近接しているものが多いが、Zingel 属では離れている。尻鰭は1-2棘で、2番目の棘条は存在する場合でも弱い。腹鰭は1棘5軟条。骨格にも共有派生形質が存在する。最大種のパイクパーチは100 cmに達するが、多くの種はそれよりかなり小さい。鱗は櫛鱗で、細長い体型のものが多い。

## 分類
Fishes of the World 第5版では5亜科に分けられており、Fishbaseでは11属239種が認められている。
- Percinae Rafinesque, 1815
  - ペルカ属 Perca Linnaeus, 1758 - ヨーロピアンパーチ
- Acerinae Bleeker, 1858
  - Gymnocephalus Bloch, 1793 - ラッフ
- Percarininae Gill, 1861
  - Percarina Nordmann, 1840
- Luciopercinae Jordan & Evermann, 1896
  - Luciopercini Jordan & Evermann 1896
    - Sander Oken, 1817 - パイクパーチ、ウォールアイ

  - Romanichthyini Dumitrescu, Bănărescu & Stoica 1957
    - Romanichthys Dumitrescu, Bănărescu & Stoica 1957
    - Zingel Cloquet, 1817
- Etheostomatinae Agassiz, 1850
  - Ammocrypta Jordan, 1877
  - Etheostoma Rafinesque, 1817
  - Nothonotus Putnam, 1863
  - Percina Haldeman, 1842

### 化石属
- †Mioplosus Cope, 1877 ミオプロスス
- †Priscacara Cope, 1877